# 小江慶雄
小江 慶雄（おえ よしお/おおえ よしお、1911年9月8日 - 1988年11月7日）は考古学者。

## 来歴
1911年滋賀県東浅井郡湖北町尾上(現・長浜市湖北町尾上)に生まれる。1933年九州帝国大学法文学部入学。考古学を学び、1936年に卒業。1948年、京都師範学校教授となり、ついで京都学芸大学で考古学を教え、後進の指導も熱心に行なった。京都学芸大学学長に就任後も精力的に国内外の遺跡調査に奔走した。
1983年勲二等瑞宝章受章。

## 水中考古学研究に尽力
1970年代以降に地中海を中心として調査が進められていた欧米の水中考古学を幅広く日本の考古学会に紹介し、島国である日本における水中遺跡調査の必要性を積極的に教授したが、当時は陸上の遺跡調査が優先であって協力・賛同を得ることは困難であった。特に郷里の葛籠尾崎湖底遺跡の研究では多数の土器の調査・分析をし、琵琶湖周辺に関する湖中遺跡の研究に尽力した。

## 共訳・著書
- 水中考古学研究（1967年）
- 海の考古学 - 水底にさぐる歴史と文化（1971年）
- 沈黙の日本史 - 古代人は何を考えていたか（1973年）
- 謎の古代文明 チャールズ・ベルリッツ著 小林茂との共訳（1974年）
- 琵琶湖水底の謎（講談社現代新書） （1975年1月）
- 海底の文化遺産 - エーゲ海古代沈船発掘記 ジョージ・F・バス著 小林茂との共訳（1977年6月）
- シルクロード発掘秘話 ピーター・ホップカーク著 小林茂との共訳（1981年8月）
- 水中考古学入門 NHKブックス421（1982年1月）